# Mark Robins
Mark Gordon Robins (Ashton-under-Lyne, Inglaterra, 22 de diciembre de 1969) es un exjugador y entrenador de fútbol inglés. Actualmente dirige al Stoke City de la EFL Championship.
Robins comenzó su carrera en el Manchester United. Durante este período, marcó un gol contra el Nottingham Forest en una eliminatoria de la FA Cup de 1990 que posteriormente se le atribuye haber "salvado" el trabajo del entrenador Alex Ferguson en Old Trafford. Después de pasar un tiempo con Norwich y Leicester, pasó a jugar para el Reading, Manchester City, Walsall, Rotherham United, Bristol City y Sheffield Wednesday en la Football League. También jugó en toda Europa durante temporadas con FC Copenhague, Ourense y Panionios antes de terminar su carrera con Burton Albion en la National League.
En 2007, se convirtió en entrenador del Rotherham United y se unió al Barnsley en el mismo puesto en 2009, antes de irse en 2011, luego de diferencias entre él y la junta directiva. En 2012, se convirtió en entrenador del Coventry City hasta 2013 cuando se unió al Huddersfield Town. Robins lo dejaría en 2014 de mutuo acuerdo. Unos meses más tarde se convirtió en entrenador del Scunthorpe United antes de irse en 2016.
En marzo de 2017, Robins se reincorporó a Coventry City y unos meses después ganó el EFL Trophy. En la temporada 2017-18, Robins ganó los play-offs de la EFL League Two con los Sky Blues y fue ascendido a la League One. Después de un sólido octavo puesto en la temporada 2018-19, Robins llevó a Coventry a la promoción al Championship en la temporada 2019-20. 

## Trayectoria

### Como jugador

#### Manchester United
Robins jugó un papel importante en la conquista de la FA Cup para el Manchester United en 1990, que fue el primer trofeo del reinado del técnico Alex Ferguson en el club, al anotar el gol de la victoria en la repetición de la semifinal contra el Oldham Athletic. El United jugaba fuera de casa contra el Nottingham Forest (uno de los equipos de copa más exitosos de finales de los 80 y principios de los 90) el 7 de enero de 1990, en una eliminatoria de la FA Cup de tercera ronda. 
Se especuló ampliamente en los medios (pero el entonces presidente Martin Edwards lo negó perennemente) que el técnico bajo presión del United, Alex Ferguson, habría sido despedido si el United hubiera perdido y quedado fuera de la Copa, ya que ocupaban el puesto N°15 en la liga en esta etapa y ya había sido eliminado de la Copa de la Liga. En cambio, Robins anotó el gol de la victoria con un centro de Mark Hughes. Ese gol fue un punto de inflexión en la historia del club de fútbol: Ferguson mantendría su trabajo y continuaría logrando una racha de éxito sin igual en el club durante los siguientes 23 años.
En esa temporada, Robins anotó siete goles en Primera División y otros dos en la FA Cup, lo que elevó su cuenta esa temporada a nueve en todas las competiciones. Su gol en la tercera ronda de la FA Cup también tuvo la distinción de convertirlo en el jugador que marcó el primer gol de la década de 1990 para el Manchester United.
Fue superado solo por Hughes en las listas de goleadores en Old Trafford, mientras que el compañero de ataque habitual de Hughes, Brian McClair, había logrado solo cinco goles y comenzaba a parecer que Robins desplazaría a McClair como el segundo delantero habitual del club. Sin embargo, este último recuperó su forma goleadora en la temporada 1990-91, y Robins logró solo 19 apariciones en Primera División y cuatro goles. Sin embargo, estuvo en el equipo que ganó la Recopa de Europa esa temporada. Septiembre fue un buen mes para él, ya que marcó dos goles en la victoria en casa por 3-2 sobre el Queens Park Rangers en la liga y el gol de la victoria en una visita a Luton Town.
Sin embargo, la temporada 1991-92 fue frustrante para Robins, ya que jugó solo dos veces en la liga, no anotó y, en total, solo hizo ocho apariciones en todas las competiciones. Sus únicos goles esa temporada llegaron en la segunda ronda de la Copa de la Liga en casa ante el Portsmouth, cuando marcó dos goles en la victoria por 3-2 en Old Trafford. Cuando surgió la oportunidad de recuperar un lugar en el primer equipo en abril, cuando el United estaba siendo revisado por el Leeds United en la carrera por el título, Robins estaba lesionado y no estaba disponible para la selección.
Dos formas irónicas de consuelo para Robins en una temporada frustrante llegaron durante la primera mitad de la campaña. El 30 de octubre de 1991, marcó dos goles en la victoria por 3-1 sobre el Portsmouth en la tercera ronda de la Copa de la Liga, lo que los encaminó a una gran racha en la competencia que culminó con su victoria por primera vez. El 19 de noviembre de 1991, recogió una medalla de ganador de la Supercopa de Europa (como suplente no utilizado) cuando el United venció al Estrella Roja de Belgrado en el partido en Old Trafford. Al final de la temporada, pidió ser puesto en la lista de transferencias.

#### Norwich City
En 1992, fue transferido al Norwich City por 800.000 libras esterlinas, donde desempeñó un papel importante en algunos de los mayores éxitos del club, incluida la notable victoria en el Olympiastadion contra el Bayern de Múnich en la Copa de la UEFA.
En su primer partido, sus dos goles ayudaron al equipo a derrotar al Arsenal por 4-2 en Highbury en el día inaugural de la primera temporada de la Premier League. Los Canarios estaban 2-0 abajo con una cuarta parte del juego restante antes de que Robins anotara el primer gol del club en la competencia en el minuto 69, seguido rápidamente por los goles de los extremos David Phillips y Ruel Fox, antes de que Robins completara una victoria por 4-2 con un gol en el minuto 84.
Robins ayudó al club a clasificarse para la Copa de la UEFA al final de la temporada 1992-93, en la que el Norwich terminó tercero en la Premier League, lideró la liga en varias etapas y participó en la carrera por el título hasta bien entrado abril, antes que su antiguo club el Manchester United ganara el título. Su temporada 1993-94 se vio interrumpida por una lesión grave y coincidió con una mala forma de Norwich, que terminó decimosegundo después de pasar la mayor parte de la primera mitad de la temporada entre los cinco primeros.

#### Leicester City
En la temporada 1994-95, después de pelearse con el entrenador de Norwich, John Deehan, fue vendido al Leicester City, pero no pudo evitar que fueran relegados a la División One. Sin embargo, los ayudó a ganar el ascenso de regreso a la Premier League a través de los play-offs en 1995-96 y ganar la Copa de la Liga en 1996–97, cuando terminaron noveno en la Premier League. Mientras estaba en Leicester, Robins fue cedido al FC Copenhague y al Reading.
El Leicester cedió a Robins al Copenhague en 1996. Jugó seis partidos con el club danés y marcó cuatro goles. Entre los seguidores del equipo, Robins y su entonces compañero de ataque Michael Manniche recibieron los apodos de "Batmanne y Robins".

#### Ourense y Panionios
Después de dejar al Leicester en enero de 1998, Robins pasó más tiempo en el extranjero jugando para el Ourense español y el Panionios griego. Mientras estuvo en Grecia, tuvo un breve período de préstamo en Inglaterra para el Manchester City, sin embargo, esto se vio interrumpido por una lesión.

#### Carrera posterior
Robins regresó a Inglaterra cuando fichó por el Walsall en el verano de 1999 y marcó 8 goles en 46 apariciones en su única temporada en el club. Después de una temporada en Walsall,  fichó por el Rotherham United en el verano de 2000. Irónicamente, hizo su debut con el club contra su último equipo y anotó dos goles en la derrota por 3-2. Luego marcó 26 goles en todas las competiciones en su primera temporada en Rotherham, incluido un triplete en la victoria por 4-3 sobre Swindon Town.
En febrero de 2003, Robins fue cedido al Bristol City. Marcó en su debut con el club en una eliminatoria de la EFL Trophy contra el Cambridge United. En su breve paso por el club, marcó 5 goles en 8 partidos y ayudó a su equipo a llegar a la final de la EFL Trophy de 2003. Sin embargo, en el momento de la final, Rotherham lo llamó y no pudo participar por lo que el equipo ganó la final en su ausencia.
Después de caer en desgracia en Rotherham, Robins se unió al Sheffield Wednesday en diciembre de 2003. Como lo había hecho en Bristol City, Robins hizo un debut impresionante para su nuevo club en la EFL Trophy, anotando dos veces ante el Carlisle United.
Robins terminó su carrera como jugador en el Burton Albion, a quien se unió después de dejar el Sheffield Wednesday en 2004. Permaneció en Burton hasta que se fue para asumir el puesto de asistente del entrenador en Rotherham United en enero de 2005.

### Como entrenador

#### Rotherham United
Robins se unió al Rotherham United en junio de 2000 como jugador y posteriormente como asistente del entrenador, bajo la dirección del entrenador Alan Knill. Sin embargo, a fines de febrero de 2007, los Miller estaban a 13 puntos de la salvación, lo que hacía que la amenaza del descenso fuera casi inevitable. Esto resultó en el despido de Knill el 1 de marzo y Robins se convirtió en entrenador interino. Después de un período de tres victorias en seis juegos durante su interinato y sacando al club de la parte inferior de la League One, fue confirmado en el cargo el 6 de abril de 2007.
Robins ganó muchos elogios por sus dos primeras temporadas con los Miller. En la primera, el club estuvo consistentemente en los lugares de ascenso automático hasta que cayó en forma tardía, y en la segunda casi logró el ascenso a pesar de una deducción de 17 puntos impuesta por la EFL. Robins también atrajo a varios jugadores de alto calibre al Don Valley Stadium, incluido el jugador de la temporada de la League Two Nicky Law y el prolífico goleador Adam le Fondre.

#### Barnsley
Robins fue nombrado nuevo entrenador del Barnsley el 9 de septiembre de 2009, sucediendo a Simon Davey. Después de su primer partido a cargo, el club del Championship se sentó en la parte inferior de la tabla buscando posibles candidatos para el descenso. Para Navidad, Robins les había sacado nueve puntos de la zona de descenso y en una racha de ocho partidos invicto. A esto le siguió una mala racha hacia el final de la temporada, y Barnsley terminó decimoctavo en la tabla. Robins renunció a su trabajo al final de la temporada 2010-11 debido a diferencias con la junta directiva.

#### Coventry City
El 19 de septiembre de 2012, Robins fue nombrado nuevo entrenador del Coventry City, firmando un contrato de tres años. Su primer partido fue una derrota en casa por 2-1 contra el Carlisle United en el Ricoh Arena.
Robins llevó al club a las instancias finales de la EFL Trophy que dejó al club a dos encuentros de Wembley. El equipo también tuvo que enfrentarse a dos clubes de la Premier League fuera de casa durante ese tiempo. El primero, fue el Arsenal en la tercera ronda de la Copa de la Liga, que resultó en una derrota por 6-1 y el segundo fue el Tottenham Hotspur, que terminó con una derrota por 3-0, eliminando a los Sky Blues de la tercera ronda de la FA Cup.
El 12 de febrero de 2013, Coventry City emitió un comunicado en el que decía que habían permitido que Robins entablara conversaciones con Huddersfield Town sobre su puesto directivo vacante.

#### Huddersfield Town
El 14 de febrero de 2013, Robins fue presentado como el nuevo entrenador del Huddersfield Town con un contrato renovable. Su primer partido en el cargo llegó tres días después, una derrota por 4-1 ante el Wigan Athletic en la quinta ronda de la FA Cup en el John Smith's Stadium. El 19 de febrero de 2013, se hizo cargo de su primer partido de liga que terminó en una derrota por 6-1 fuera de casa ante el Nottingham Forest. Obtuvo su primera victoria el 26 de febrero, cuando venció por la mínima al Burnley en Turf Moor. Huddersfield evitó el descenso a la League One en el último día de la temporada 2012-13 después de empatar 2-2 ante el Barnsley.
Después de sobrevivir la temporada siguiente, Robins y Huddersfield acordaron mutuamente separarse después del primer partido de la temporada 2014-15, una derrota en casa por 4-0 ante el Bournemouth.

#### Scunthorpe United
El 13 de octubre de 2014, Robins fue nombrado entrenador del Scunthorpe United de la League One. Después de una racha de dos victorias en ocho encuentros, Robins fue despedido por el club el 18 de enero de 2016, dejándolo seis puntos por encima de la zona de descenso.

#### Segunda etapa en el Coventry City
El 6 de marzo de 2017, Coventry City volvió a nombrar a Robins como entrenador con efecto inmediato, el día después del despido del anterior entrenador Russell Slade.
Contra todo pronóstico, el 2 de abril de 2017, Robins llevó al club a una victoria por 2-1 sobre el Oxford United en la final del EFL Trophy en Wembley. Robins ganó su primer ascenso como entrenador después de llevar al equipo al sexto lugar en la EFL League Two 2017-18 y ganar los play-offs en Wembley. En el transcurso de la temporada 2017-18, Robins rompió numerosos récords como entrenador del club, incluido finalizar entre los mejores seis equipos por primera vez en 48 años, su primer ascenso en 51 años y su mayor cantidad de puntos en una temporada.
Después de terminar en el octavo lugar en la temporada 2018-19 de la EFL League One, Robins firmó un nuevo contrato con el club en octubre de 2019. En la temporada 2019-20 de la EFL League One, Robins llevó al Coventry City al Championship después de ganar la liga con solo 3 derrotas en toda la temporada e invicto desde el 14 de diciembre de 2019.
El 8 de mayo de 2021, Robins aseguró el puesto N°16 en el Championship luego de vencer 6-1 al Millwall, en la primera temporada en la Segunda División en nueve años. La temporada siguiente, Robins guio a los Sky Blues al puesto N.°12, su posición más alta en la liga en más de 10 años.
Robins firmó un nuevo contrato con el club en mayo de 2022. El 8 de mayo de 2023, lo llevó al quinto lugar en el Championship, asegurándose una plaza en los play-offs para ascender a la Premier League. El 17 de mayo, acordó un contrato de cuatro años para seguir siendo el entrenador del equipo hasta 2027.Sin embargo, el 7 de noviembre de 2024, fue despedido de su cargo después de una serie de malos resultados.

#### Stoke City
El 1 de enero de 2025, fue anunciado como entrenador del Stoke City y firmó un contrato hasta junio de 2028.

## Clubes

### Como jugador
| Club                     | País       | Año       |
| ------------------------ | ---------- | --------- |
| Manchester United        | Inglaterra | 1988-1992 |
| Norwich City             | Inglaterra | 1992-1995 |
| Leicester City           | Inglaterra | 1995-1998 |
| FC Copenhague (cedido)   | Dinamarca  | 1996      |
| Reading (cedido)         | Inglaterra | 1997      |
| CD Ourense               | España     | 1998      |
| Panionios                | Grecia     | 1998-1999 |
| Manchester City (cedido) | Inglaterra | 1999      |
| Walsall                  | Inglaterra | 1999-2000 |
| Rotherham United         | Inglaterra | 2000-2003 |
| Bristol City (cedido)    | Inglaterra | 2003      |
| Sheffield Wednesday      | Inglaterra | 2003-2004 |
| Burton Albion            | Inglaterra | 2004-2005 |

### Como entrenador
| Club              | País       | Año           | PJ  | G   | E   | P   | Efectividad % |
| ----------------- | ---------- | ------------- | --- | --- | --- | --- | ------------- |
| Rotherham United  | Inglaterra | 2007-2009     | 129 | 56  | 30  | 43  | 51,62%        |
| Barnsley          | Inglaterra | 2009-2011     | 92  | 29  | 25  | 38  | 40,58%        |
| Coventry City     | Inglaterra | 2012-2013     | 33  | 17  | 6   | 10  | 57%           |
| Huddersfield Town | Inglaterra | 2013-2014     | 68  | 23  | 14  | 31  | 40,68%        |
| Scunthorpe United | Inglaterra | 2014-2016     | 71  | 23  | 23  | 25  | 43,19%        |
| Coventry City     | Inglaterra | 2017-2024     | 366 | 148 | 102 | 116 | 49,72%        |
| Stoke City        | Inglaterra | 2025-presente |     |     |     |     |               |
| Total             | Total      | Total         | 759 | 296 | 200 | 263 | 47,78%        |

## Palmarés

### Como jugador

#### Campeonatos nacionales
| Título            | Club              | País       | Año     |
| ----------------- | ----------------- | ---------- | ------- |
| FA Cup            | Manchester United | Inglaterra | 1989-90 |
| FA Charity Shield | Manchester United | Inglaterra | 1990    |
| Copa de la Liga   | Leicester City    | Inglaterra | 1996-97 |

#### Campeonatos internacionales
| Título              | Club              | País       | Año     |
| ------------------- | ----------------- | ---------- | ------- |
| Recopa de Europa    | Manchester United | Inglaterra | 1990-91 |
| Supercopa de Europa | Manchester United | Inglaterra | 1991    |

### Como entrenador

#### Campeonatos nacionales
| Título         | Club          | País       | Año     |
| -------------- | ------------- | ---------- | ------- |
| EFL Trophy     | Coventry City | Inglaterra | 2016-17 |
| EFL League One | Coventry City | Inglaterra | 2019-20 |